# Gau Moselland
Il Gau Moselland, fondato originariamente come Gau Koblenz-Trier fu una divisione amministrativa della Germania nazista dal 1933 al 1945 nella provincia prussiana del Reno. Prima di allora, dal 1931 al 1933, fu la suddivisione regionale del partito nazista in quella zona. Il 24 gennaio 1941, il Gau fu rinominato Gau Moselland dal nome del fiume Mosella. In seguito alla conquista tedesca del Lussemburgo nel 1940, il paese è stato annesso il 30 agosto 1942 e reso parte del Gau Moselland. 

## Storia
Il sistema di Gau (plurale Gaue) fu originariamente istituito in una conferenza del partito il 22 maggio 1926, al fine di migliorare l'amministrazione della struttura del partito. Dal 1933 in poi, dopo la presa del potere nazista, i Gaue sostituirono sempre più gli stati tedeschi come suddivisioni amministrative in Germania.
Alla testa di ogni Gau si trovava un Gauleiter, una posizione che divenne sempre più potente, soprattutto dopo lo scoppio della seconda guerra mondiale. I Gauleiter locali erano incaricati della propaganda e della sorveglianza e, dal settembre 1944 in poi, del Volkssturm e della difesa del Gau.
La posizione di Gauleiter del Moselland fu detenuta da Gustav Simon per la durata dell'esistenza del Gau, mentre Fritz Reckmann servì come suo vice durante questo periodo. Simon, impopolare anche con molti membri del partito nazista a causa della sua arroganza e nepotismo, tentò di sopprimere brutalmente ogni resistenza alla germanizzazione del Lussemburgo. Fuggì e si nascose alla fine della guerra, ma fu arrestato dall'esercito britannico nel dicembre 1945 e fu trovato impiccato nella sua cella.

## Gauleiter
I Gauleiter del Gau Mosellandː
- Gustav Simon - dal giugno 1931 al marzo 1945.